# Christopher Smith (réalisateur)
Pour les articles homonymes, voir Christopher Smith et Smith.
Christopher Smith est un réalisateur et scénariste britannique né à Bristol le 16 août 1970.

## Filmographie

### Réalisateur
- 1997 : The 10000th Day (court métrage)
- 1998 : The Day Grandad Went Blind (court métrage)
- 2004 : Creep
- 2006 : Severance
- 2009 : Triangle
- 2010 : Black Death
- 2012 : Labyrinthe (série télévisée - 2 épisodes de la saison 1)
- 2014 : Noël en cavale (Get Santa)
- 2016 : Detour
- 2020 : Banishing : La Demeure du mal (The Banishing)
- 2023 : Consecration

### Scénariste
- 2004 : Creep
- 2006 : Severance
- 2009 : Triangle
- 2011 : Paris I'll Kill You
- 2013 : Crossing Lines (Saison 1, épisodes 3 et 7)
- 2014 : Crossing Lines (Saison 2, épisode 3)
- 2014 : Noël en cavale (Get Santa)
- 2016 : Detour

### Acteur
- 1997 : Chicago Hope de David E. Kelley : Al Hitch (Saison 4, épisode 14)

### Équipe technique
- 2011 : Limitless de Neil Burger (Assistant de production)

## Distinctions

### Nominations
- 2006 : Lauréat du Prix  Best of Puchon - pour Severance (2010) lors du Festival international du film fantastique de Puchon
- 2010 : Festival international du film fantastique de Neuchâtel du meilleur film pour Black Death (2010)
- 2011 : Fangoria Chainsaw Awards du meilleur scénario pour Triangle
- 2011 : Fright Meter Awards du meilleur scénario pour Triangle

### Récompenses
- 2007 : Festival international du film fantastique de Puchon du meilleur film pour Severance (2010)
- 2007 : Lauréat du Prix du Meilleur Audience Award - pour Severance (2010) lors du Philadelphia Film Festival
- 2010 : Lauréat du Prix du Meilleur Audience Award - pour Black Death (2010) lors du Festival international du film fantastique de Neuchâtel
- 2011 : Lauréat du Prix du Meilleur Inédit Vidéo - pour Triangle lors du Festival international du film fantastique de Gérardmer
- 2016 : Lauréat du Prix Denis-De-Rougemont Youth Award - pour Detour (2016) lors du Festival international du film fantastique de Neuchâtel